# الفریو-کویلو
شهر الفریو-کویلو در استان مقدونیه مرکزی در کشور یونان واقع شده است که دارای جمعیت ۲۵٬۰۹۸  نفر می‌باشد.